# Giulio Angioni

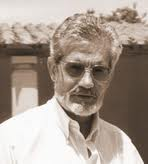
Giulio Angioni (2010)

Giulio Angioni (* 28. Oktober 1939 in Guasila, Sardinien; † 12. Januar 2017 in Cagliari) war ein italienischer Schriftsteller und Anthropologe.

## Leben
Angioni war seit 1981 Ordinarius für Kulturanthropologie der Universität Cagliari und seit 1982 Direktor des Instituts für Sozialanthropologie derselben Universität. Ab 1992 war er Präsident der Brüsseler Société des Européanistes. Angioni war ein Mitarbeiter der Enzyklopädie des Märchens und der Fachzeitschrift Fabula.
Angioni wird mit Sergio Atzeni und Salvatore Mannuzzu als einer der Protagonisten zeitgenössischer sardischer Belletristik betrachtet (Neue sardische Literatur). Sein Werk baut auf Arbeiten von Grazia Deledda, Emilio Lussu, Giuseppe Dessì, Gavino Ledda und Salvatore Satta auf. Unter seinen Romanen gelten Le fiamme di Toledo (2006), Assandira (2004), Il sale sulla ferita (1990), La pelle intera (2007) und Doppio cielo (2010) als die besten.

## Werke (Auswahl)

### Belletristik
Angioni ist Autor von 20 belletristischen Büchern:
- L’oro di Fraus, Editori Riuniti 1988, Il Maestrale 1999, 2012
- Il sale sulla ferita, Marsilio 1990, Il Maestrale 2010, Finalist beim Premio Viareggio 1990
- Una ignota compagnia, Mailand: Feltrinelli 1992, Il Maestrale 2007, Finalist beim Premio Viareggio 1992
- La casa della palma, Avagliano 2000
- Millant’anni, Il Maestrale 2002
- Il mare intorno, Sellerio 2003
- Assandira, Sellerio 2004 (2020 von Salvatore Mereu verfilmt[3])
- Alba dei giorni bui, Il Maestrale 2005, 2009, Premio Giuseppe Dessì 2005
- Le fiamme di Toledo, Sellerio 2006, Premio Corrado Alvaro 2006, Premio Mondello 2006
- La pelle intera, Il Maestrale 2007
- Afa, Sellerio 2008
- Tempus, CUEC 2008
- Gabbiani sul Carso, Sellerio 2010
- Doppio cielo, Il Maestrale 2010[4]
- Sulla faccia della terra, Feltrinelli/Il Maestrale 2015[5]

### Essays
Angioni ist der Autor von zwölf anthropologischen Essaybänden:
- Tre saggi sull’antropologia dell’età coloniale, Flaccovio 1973
- Sa laurera: Il lavoro contadino in Sardegna, EdeS 1976 und Il Maestrale 2005
- Il sapere della mano: saggi di antroplogia del lavoro, Sellerio 1986
- L’architettura popolare in Italia: Sardegna (mit A. Sanna), Laterza 1988
- Sardinien – Eine Insel für jede Jahreszeit, Umschau 1994
- Pane e formaggio e altre cose di Sardegna, Zonza 2000
- Fare dire sentire. L’identico e il diverso nelle culture, Il Maestrale 2011
- Il dito alzato, Sellerio 2012
- Marianne Sin-Pfältzer. Menschliche Landschaften, Ilisso 2014
- Joseph Fuos, Nachrichten aus Sardinien, von der gegenwärtigen Verfassung dieser Insel, Leipzig, Siegfried Lebrecht Crusius, 1780, ital. Uebersetzung, Notizie dalla Sardegna: 1773–1976, Vorwort und Notizen von Giulio Angioni, Ilisso 2000, ISBN 88-87825-11-4.